# Oregon Route 410
Az Oregon Route 410 (OR-410) egy oregoni állami országút, amely kelet–nyugati irányban Sumpter nyugati határától a 7-es út közeli csomópontjáig halad.
A szakasz Sumpter Highway No. 410 néven is ismert.

## Leírás
A szakasz Sumpter nyugati határán kezdődik. Miután keresztezte a Cracker-patakot, a délkeleti oldalon elhagyja a várost, majd a 7-es útba torkollik.